# Kim Mouritsen
Kim Mouritsen (født 13. oktober 1969 i Skagen) er en dansk politiker og tidligere folketingsmedlem, valgt for Venstre i Frederikshavnkredsen (Nordjyllands Amtskreds) fra 21. september 1994 til 10. marts 1998. 
Mouritsen blev student fra Frederikshavn Gymnasium i 1989 og tog efterfølgende en eksportuddannelse ved fiskeeksportfirmaet N.B. Thomsen ApS 1990-1992, hvor han senere arebjdede som eksportassistent.
I 1990 blev han valgt til kommunalbestyrelsen i Skagen Kommune, og i 1994 blev han opstillet til Folketinget for Venstre i Frederikshavnkredsen. Han blev valgt samme år og var medlem en periode frem til 1998.